# Wołkusz
Wołkusz (biał. Волкуш, lit. Volkušas) – wieś w Polsce położona w województwie podlaskim, w powiecie augustowskim, w gminie Lipsk, tuż przy granicy z Białorusią.
| SIMC    | Nazwa           | Rodzaj     |
| ------- | --------------- | ---------- |
| 0761986 | Sołojewszczyzna | przysiółek |

W latach 1975–1998 miejscowość administracyjnie należała do województwa suwalskiego.

## Historia
Jej powstanie datuje się na lata 1562-1569, w których to wzniesiono dwór Wołkusz (jako siedzibę leśniczego perstuńskiego) do obsługi okolicznych wsi osoczników - strażników królewskiej puszczy (Leśne Bohatery, Starożyńce, Kurianka oraz chłopską wieś Skieblewo). Przed 1560 rokiem powstał tu młyn na ważnym wówczas szlaku biegnącym z Grodna do Prus. Młyn ten obsługiwał wyżej wymienione wsie osockie.
W roku 1667 dwór w Wołkuszu oraz całą Puszczę Perstuńską i Przełomską król Jan Kazimierz nadał we władanie kamedułom z Wigier, którzy zaczęli tutaj prowadzić intensywną eksploatację lasów oraz pobierać wysokie opłaty za prawo wjazdu do puszczy i korzystanie z łąk; w Wołkuszu uruchomili też karczmę. W roku 1700 zakwestionowano prawa kamedułów do lasów puszczańskich. Komisarze królewscy i im. króla Augusta II odebrali kamedułom znaczną część ziem, m.in. folwark i dwór w Wołkuszu, we władaniu opactwa pozostał natomiast młyn nad rzeką Wołkuszanką.
Niewielka osada skupiona wokół młyna, folwarku i karczmy rozrosła się w dość dużą wieś dopiero na przełomie XVIII i XIX wieku, czego przyczyny dopatruje się w migracji gospodarzy z pobliskiej wsi osockiej - Bohater Leśnych, którą w owym okresie zniszczył pożar. Dziś jest to bardzo malownicza wieś leżąca pośród łąk i lasów- pamiątki potęgi lasów puszczańskich.
Atrakcją jest pomnik znajdujący się w lesie, nieopodal Wołkusza - tuż przy granicy z Białorusią. Jest to symboliczny grób sztabskapitana Wieczysława Aleksandrowicza, oficera 29 brygady artylerii z guberni smoleńskiej. Zginął on w lutym 1915 roku w walce z Niemcami, prawdopodobnie tuż przy moście na Wołkuszance (stoi tam pamiątkowa kapliczka) a jego ciało zostało przeniesione i pochowane w miejscu, gdzie stoi pomnik. Ojciec, również oficer carski, po wojnie zabrał ciało syna by je pochować w rodzinnych stronach, a w miejscu mogiły postawił pomnik którego inskrypcja uwieńczona jest potężnym krzyżem.